# Bogorodskoje (rejon ust-kubiński)
Bogorodskoje (ros. Богородское) – wieś w Rosji, w rejonie ust-kubińskim obwodu wołogodzkiego. W 2010 r. liczyła 250 mieszkańców.